# Adolfo Calisto
Adolfo António da Luz Calisto (Barreiro, 4 gennaio 1944 – Lisbona, 29 agosto 2024) è stato un calciatore portoghese, di ruolo difensore.

## Palmarès

### Club

#### Competizioni nazionali
- Campionato portoghese: 7

Benfica: 1966-1967, 1967-1968, 1968-1969, 1970-1971, 1971-1972, 1972-1973, 1974-1975
- Coppa del Portogallo: 3

Benfica: 1968-1969, 1969-1970, 1971-1972